# Rosselló
Rosselló, Lleida település Spanyolországban, Lleida tartományban. Rosselló Vilanova de Segrià, Benavent de Segrià és Torrefarrera községekkel határos. Lakosainak száma 3353 fő (2024).

## Népesség
A település népessége az utóbbi években az alábbiak szerint változott:
| Lakosok száma | 39   | 687  | 1005 | 1201 | 1555 | 2086 | 2912 | 3021 | 3145 | 3353 |
|               | 1717 | 1887 | 1936 | 1960 | 1986 | 2004 | 2009 | 2014 | 2019 | 2024 |